# قلعة التنوبي (بني العوام)

تعديل مصدري - تعديل

قلعة التنوبي هي إحدى قرى عزلة قطعة الصرابي بمديرية بني العوام التابعة لمحافظة حجة، بلغ تعداد سكانها 276 نسمة حسب تعداد اليمن لعام 2004.